# Komán János
Komán János, K. Birtalan (Marosugra, 1944. január 12. –) pedagógus, költő, helytörténetíró, újságíró.

## Életútja
Marosvásárhelyen érettségizett (1962), ugyanott végezte a Pedagógiai Főiskolát (1965), a kolozsvári Babeș-Bolyai Egyetemen történelem szakos diplomát szerzett (1970). Mint történelem-magyar szakos tanított Bélborban (1965–80), Gyergyóhodoson (1980–85), majd újra Bélborban (1985–1989), 1989–90-ben Salamáson. 1990-ben megszervezte a maroshévízi magyar tannyelvű Kemény János iskolát, s ott tanított, egyben ő lett 1993-ban a maroshévízi Kemény János Alapítvány alapító tagja és elnöke, s szerkesztette az alapítvány által közreadott Helytörténeti Füzeteket, melyek értékes anyagot adtak közre a térség történelmére, irodalmára vonatkozóan. Az 1990-ben újjáalakult EME tagja.
Első írását az Igaz Szó közölte (1962). Versei itt s a Vörös Zászló, Hargita, Ifjúmunkás, Előre, Új Idő, Brassói Lapok, Művelődés, Bányavidéki Fáklya, Utunk hasábjain jelentek meg. A fiatal költők Vitorla-ének (1967) és Megtalált világ (Marosvásárhely, 1968) c. antológiáiban szerepelt.
1989 után bekapcsolódott a helyi RMDSZ munkájába. 1991-től a Romániai Magyar Szó maroshévízi tudósítója. 1990-től verseit és elbeszéléseit többek közt a Csíki Lapok, Hargita Népe, az Irodalmi Jelen közli. Mégis reménnyel cimborálni című verskötete 1999-ben jelent meg Csíkszeredában a Pallas-Akadémia kiadásában. 2001-ben ugyancsak a Pallas-Akadémia adta ki Kalózok hajóján című verskötetét. Többek közt a gyergyószentmiklósi Salamon Ernő Irodalmi Kör (SEIK) író-olvasó találkozóin mutatta be szépírói tevékenységét. Pál-Antal Sándor akadémikussal és Dr. Süli Attila hadtörténésszel együtt kiadták Bodor Ferenc, a csíki 48-as ágyúöntő és lőporgyártó c. könyvet, mely az 1848-49-es székelyföldi hadi eseményeknek egy új, eddig feltáratlan fejezetét ismerteti és szemlélteti számos levéltári irattal.

## Kötetei
- Mégis reménnyel cimborálni. Versek; Pallas-Akadémia, Csíkszereda, 1999
- Kalózok hajóján. Versek; Pallas-Akadémia, Csíkszereda, 2001
- Mindig is lesz egy újabb világ. Versek; F&F International, Gyergyószentmiklós, 2009[4]
- Az emotív közlés művészete és tudománya; Concord Media Jelen, Arad 2012 (Irodalmi jelen könyvek)
- Az éhes szabadságszobor; Mentor Kiadó, Marosvásárhely, 2013
- A fogasra akasztott gyermek; Kreatív, Marosvásárhely, 2017
- Kolozsi János kerelőszentpáli-marosugrai plébános Küküllő vármegye nemzetőrségének szervezője, F&F INTERNATIONAL Kft., Gyergyószentmiklós, 2022
- Bodor Ferenc, a csíki Gábor Áron, F&F INTERNATIONAL Kft., Gyergyószentmiklós, 2022
- Küküllő vármegye 1848/49. évi levéltári iratai, F&F INTERNATIONAL Kft., Gyergyószentmiklós, 2022